# Vespa T5
Die Vespa T5 (auch: „Vespa PX 125 T5 Pole Position“) ist ein Motorrollermodell von Piaggio, das technisch auf der 1979 eingeführten Modellreihe Vespa PX basiert und vor allem in den 1980er Jahren produziert wurde.
Die Vespa T5 reiht sich ein in die Serie von „Sport-Sondermodellen“, die Piaggio von jeder Baureihe anbot (Vespa 150 GS, Vespa 50 Super Sprint, Vespa PV125 ET3, Vespa PK125 ETS, um einige zu nennen).
Es gibt von der Piaggio-T5 grob eingeteilt 3 Varianten:
1. Vespa T5 mit Tachoinstrument im Digitaldesign
2. Vespa T5 mit Tachoinstrument im Analogdesign
3. Vespa T5 Classic (grob gesagt eine normale Vespa PX Lusso mit T5-Aggregat und etwas T5-Zubehör),

wobei Versionen mit E-Starter und Batterie und solche ohne existieren.
Unter den bis 2019 gebauten Handschaltungsmodellen der Baureihe „PX“ bzw. LML Stella/Star ist das 125-cm³-Aggregat der PX125 T5 das mit dem höchsten Leistungsgewicht.

## Der Motor
- Aluminiumzylinder von Gilardoni mit Gilnisil®-Lauffläche. (Gilnisil ist die Bezeichnung der Gilardoni Vittorio SrL für ihre mit „MAHLE Nikasil®“ vergleichbare Nickel-Dispersionsbeschichtung)
- ZYLINDER mit 5 Überstromkanälen (je 2 Ports rechts und links und ein der Auslassöffnung gegenüberliegender Spülkanal (=„Boostport“)).
- Zylinderkopf mit Zentralzündkerze.
- Robuste Kurbelwelle, Lagerung durch Kugellager + Zylinderrollenlager.
- Kupplung der Vespa P200, jedoch mit anderem Kupplungszahnrad (20 statt 23 Zähne).
- Auspuff: Dämpferkasten mit serpentinenförmig eingelegtem Resonanzrohr; Krümmeranschluss durch Flansch an zylinderseitige Stehbolzen M8.
- Schwunglichtmagnetzünder: DUCATI mit 90 W. Zündgrundplatte mit kleinem Durchmesser und leichterem Lüfterrad.
- Vergaser: Dell’Orto SI 24/24 Typ „G“ mit T5-eigenem Luftfilter und Frischöldosierautomatik („Ölpumpe“).

## Die Varianten
Von der T5 gab es folgende Varianten, jeweils unter Verwendung des T5-Rahmens und/oder des T5-Motors:
- Vespa T5: T5-Karosserie mit T5-Motor und typischer Ausstattung, z. B. lange Sitzbank, Tachoinstrument im Digital- oder Analogdesign.

- Vespa T5 Classic: Vespa PX-Lusso-Karosserie mit T5-Motor. Ausgestattet mit PX-Lusso-Lenker, PX-Lusso-Sitzbank, T5-Fußmatten, Kleinteilablage über dem Handschuhfach, Spoiler und T5-Schriftzug auf den Seitenhauben.

- Vespa T5 Classic Millenium Edition: Vespa PX-Lusso-Karosserie mit T5-Motor. Ausgestattet mit PX-Lusso-Lenker, PX-Lusso-Sitzbank, aber wieder mit Alu-Fußleisten.

Weiter zu erwähnen:
- GS 200: T5-Karosserie mit Standard-PX-200-Lusso-Motor (wie im Ausland verkauft)

- MOTOVESPA TX 200 (Spanien): T5-Karosserie mit allen Anbauteilen, wahlweise mit E-Starter und Blinkerpiepser, mit PX-200-Lusso-Motor. Die Motorkennung dieser Modelle beginnt mit 118M, die Fahrgestellnummer beginnt mit dem Präfix 118C. Weitere Besonderheiten der spanischen Modelle: wahlweise Gemisch- oder Getrenntschmierung, Wechselstromschnarre statt Gleichstromhupe (ohne Hupengleichrichter)

- LML Select (Indien): Dies ist eine LML 150 mit leistungsschwacherem 150-cm³-Standardmotor und T5-ähnlicher Optik, jedoch kein T5-typischen Drehzahlmesser im Tacho

## Merkmale der T5
Hauptmerkmale der T5 im Vergleich zur Standard-Vespa-P-Baureihe:
- die hinten mittels Kastenaufbau verlängerte Karosserie mit langer Sitzbank, Rücklicht und Schmutzfänger (nicht T5 Classic)
- Lenker mit kleiner Windschutzscheibe und Kombiinstrument (Tacho, Drehzahlmesser, Benzinuhr, Anzeigelämpchen) und rechteckigem Scheinwerfer (nicht T5 Classic)
- einteiliger Kotflügel ohne Naht und die Hupenkaskade mit Hupengitter (Standard: zweiteilig geschweißter Kotflügel)
- Spoiler vorne unterm Beinschild, Radkappen und hinterer Schmutzfänger
- Fußmatten im Durchstieg (Standard: Alufußleisten)
- Hupe/Schnarre: Bei einigen T5 entfallen Hupengleichrichter und Gleichstromhupe. Stattdessen ist eine drehzahlabhängige Wechseltromschnarre verbaut.
- Motorgehäuse mit verbreitertem Kurbelraum und 5 vergrößerten Überstromkanälen
- Kurbelwelle mit breiteren Kurbelwangen (nicht passend in andere Motortypen)
- Zylinder aus Alu mit Gilnisil-Lauffläche (statt Grauguss). Piaggio hat bei den klassischen Vespas nur noch bei der Smallframe-Vespa 50 SR / 50 HP sowie bei manchen Vespa Cosas Aluzylinder verbaut.
- Auspuff mit Flansch: Stehbolzenmontage (Standard: Klemmschelle: Stutzen)
- Zylinderkopf mit Zentralkerze
- Getriebe: kürzerer 4. Gang (36 Zähne auf der Hauptwelle)

## Die T5 und die Standard-Vespamodelle
Zwar wurde schon 1969 der erste speziell für die Vespa in Serie produzierte Tuningzylinder angeboten (Pinasco), aber Anfang der 1980er Jahre begannen Aftermarket-Lieferanten vermehrt, für Vesparoller eine Vielzahl an Tuningteilen anzubieten.
Unzählige Enthusiasten und spezialisierte Werkstätten bauten Vespas um, oft illegal.
Piaggio erkannte den Bedarf an einem modernen, sportlich ausgerichteten Motor und bot mit der T5 ein Modell an, das ähnliche Fahrleistungen aufwies wie die Umbauten, jedoch ohne zulassungsbedingte Einschränkungen; gepaart mit einer Optik, die den Vespamodellen dieser Zeit erheblich voraus war. Als Zielgruppe visierte man Jugendliche ab 16 Jahren an.
In der BRD war die T5 damals, anders als in Großbritannien, kein Erfolg, da die angepeilte Käufergruppe hier nur 80 cm³ fahren durfte und ältere sich lieber die hubraumstärkere PX 200 kauften.
Das führte von 1986 bis 1987 zu niedrigen Verkaufszahlen der T5 in Deutschland.
Obwohl das anders dimensionierte T5-Motorgehäuse bedingt, dass viele Komponenten nicht mit denen der standardmäßigen Teile der P/E bzw. PX-Baureihe austauschbar sind (z. B. Kurbelwelle, Zündgrundplatte, Polrad, Zylinder und Auspuff), so entspricht dennoch der komplette T5-Triebsatz von den Einbaumaßen her dem der Vespa-Roller des Rahmentyps „Largeframe“ (ab 1959). Er kann deshalb in alle Zweitakt-Largeframe-Vespas bis 2019 eingebaut werden, wobei Kabelbaum und Bordelektrikkomponenten oft angepasst werden müssen.
Die Vespa PX 125 (P125E) als Standardmodell hat eine Höchstgeschwindigkeit von 89 km/h und eine Leistung von 8,9 PS (CUNA, an der Kurbelwelle gemessen). Der T5-Motor erzielt aus dem gleichen Hubraum eine Geschwindigkeit von 98 km/h (laut Brief) und 12 PS (von denen rund 10,2 PS am Hinterrad abgegeben werden laut Messung mit einem Amerschläger P4).

## Erfahrungswerte
- Um Straßenlage und Fahrsicherheit zu verbessern, können diverse Sportfederbeine verbaut werden. Es sind für vorne und hinten gasdruckgestützte Anlagen erhältlich, bei denen Federvorspannung sowie Zug- und Druckstufe verstellbar sind. Analog dazu sollten passende Reifen ausgewählt werden.

- Die Bremsanlage ist bei guter Wartung und bei gut eingefahrenen Bremsbelägen akzeptabel. Man kann jedoch auf eine Scheibenbremse (Grimeca, Vespa PX Millenium) vorne umrüsten.

- Der Motor mit Aluzylinder hat bei anständiger Behandlung eine hohe Lebenserwartung und ist auch bei langen Autobahnfahrten vollgasfest, da thermisch ausgeglichener als seine Standard-Graugusspendants der PX-Modelle.

- Viele Vespafahrer legen die Frischöldosierautomatik still und mischen bei jedem Tanken Öl zum Benzin. Die Charakteristik der Dosierautomatik erscheint, als ob sie im unteren Drehzahlbereich zu viel Öl fördert und im oberen Bereich zu wenig, was für einen hochdrehenden Motor wie dem der T5 nicht logisch scheint.

- Die Fertigungsqualität der Vergaserwanne sowie des Überganges der Überstromkanäle von Kurbelgehäuse auf Zylinder schwankt. Hier können Stufen von bis zu 1 mm auftreten, wahrscheinlich durch Fertigungstoleranzen. Es empfiehlt sich, bei einer Überholung des Motors dies zu korrigieren, indem die Kanäle angepasst werden.

- Die Originalkupplung kann gegen eine des Typs „Vespa Cosa-II“ oder eine der erhältlichen Nachrüstkupplungen ausgetauscht werden.

- Für die T5 gibt es eine mittelgroße Auswahl an Tuningartikeln zur Steigerung der Motorleistung, mittlerweile werden auch Upgrade-Motorgehäuse angeboten.